# Spiloxene serrata
Spiloxene serrata là một loài thực vật có hoa trong họ Hypoxidaceae. Loài này được (Thunb.) Garside miêu tả khoa học đầu tiên năm 1936.